# Pojezdová dráha

Dvě protínající se vzletové a přistávací dráhy (tmavě šedá) s přilehlými pojezdovými drahami (modrá)

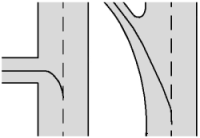
Normální pojezdová dráha a pojezdová dráha pro rychlé odbočení

Pojezdová dráha (anglicky taxiway, zkracováno TWY) patří podobně jako vzletová a přistávací dráha mezi provozní plochy letiště. Je to vymezená plocha na letišti, sloužící k pojíždění letadel mezi odbavovací plochou a vzletovou a přistávací drahou. Letadla se po ní pohybují rychlostí 20–30 uzlů (37–56 km/h).
Vytížená letiště vytvářejí vysokorychlostní pojezdové dráhy. Ty umožňují letadlům rychleji uvolnit přistávací dráhu a umožnit jinému letadlu přistání nebo vzlet v kratším časovém intervalu. Toho se obvykle dosahuje tím, že pojezdová dráha sloužící k opuštění přistávací dráhy je delší, čímž je letadlu poskytnut větší prostor, než zpomalí.

## Značení a pojmenování pojezdových drah

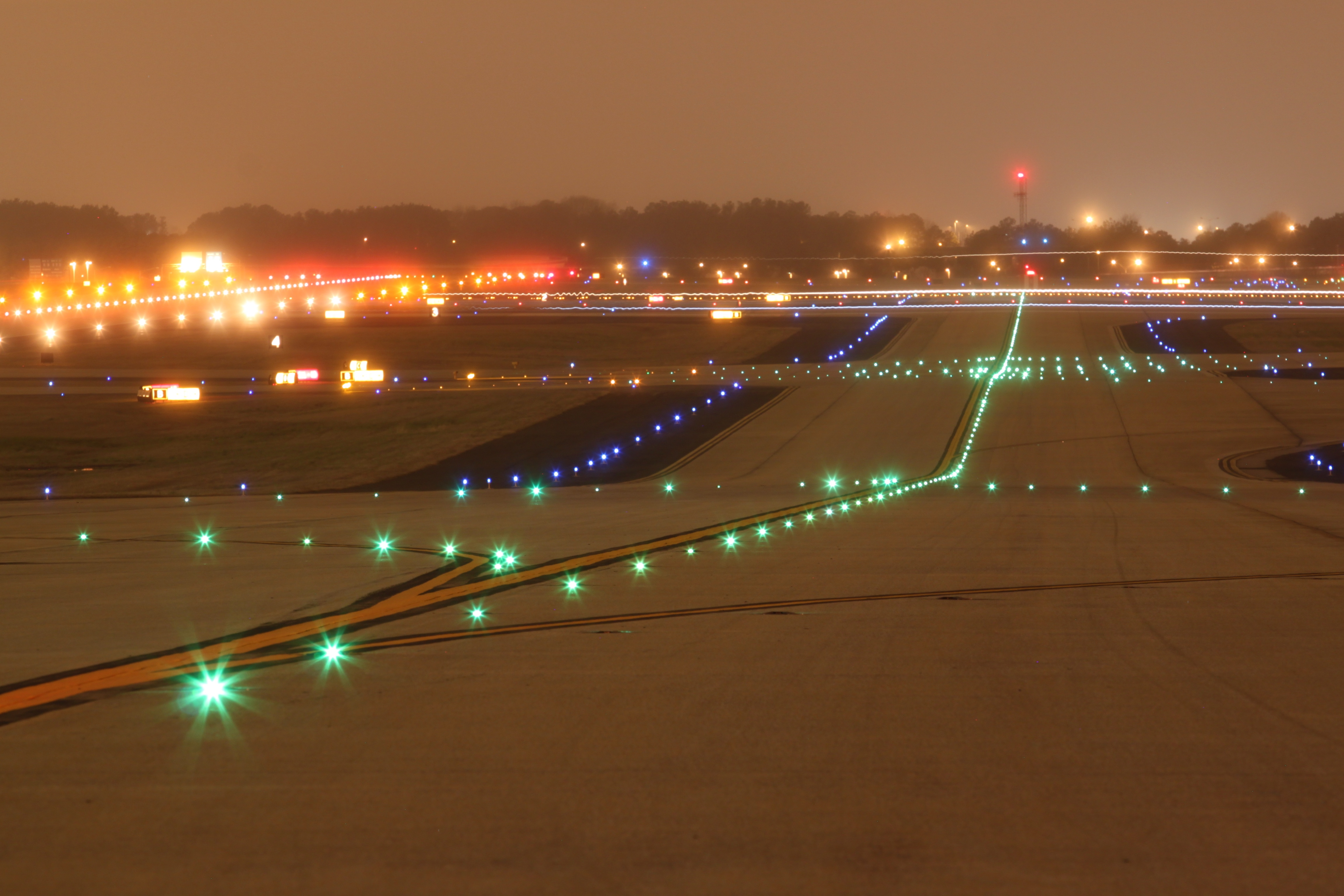
Pojezdová dráha v noci

### Značení a návěstidla
Pojezdové dráhy jsou značeny žlutou barvou, na rozdíl od vzletových a přistávacích drah, které jsou značeny bíle. Pokud jsou k vyznačení pojezdové dráhy v noci užita světelná návěstidla, jsou použita zelená (středová čára) a modrá (okraje pojezdové). Pojezdové pro rychlé odbočení mají středovou čáru žlutou.
Pojezdové dráhy od  vzletových oddělují dvě přerušované čáry následované dvěma plnými čárami. 

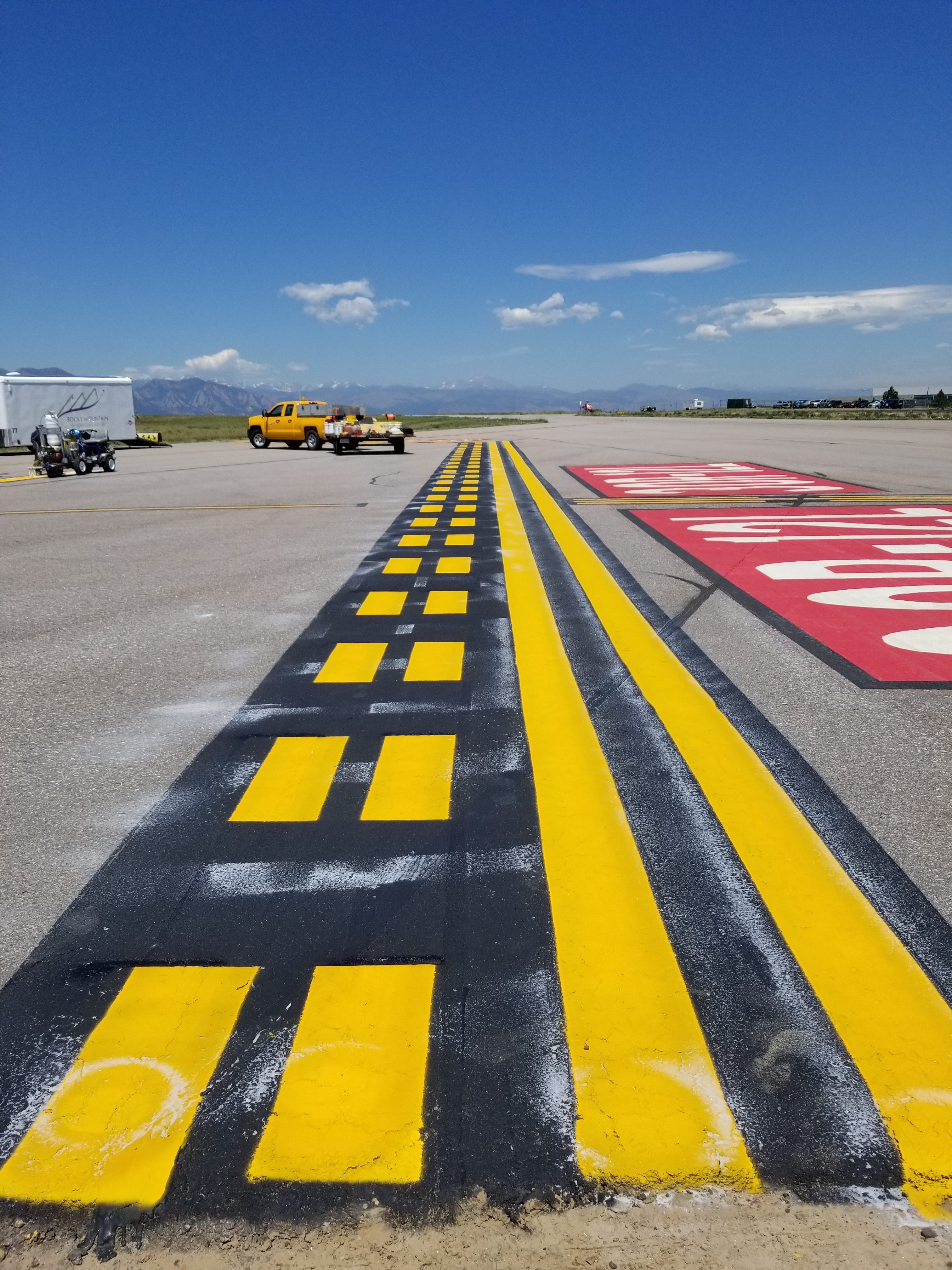
Oddělení drah

### Pojmenování
Pojezdové dráhy jsou většinou pojmenovány písmeny nebo číslicemi, při jejich označování se používá hláskovací abeceda. Na některých letištích se pak používá speciálních názvů, například na letišti Šeremetěvo v Moskvě je jedna z pojezdových označena jako hlavní pojezdová Magistralnaja (anglicky Main taxiway), nebo na letišti London Heathrow se používá pro dvojici paralelních pojezdových, které vedou kolem dokola celého letištního terminálu označení Outer a Inner, tedy vnější a vnitřní. 

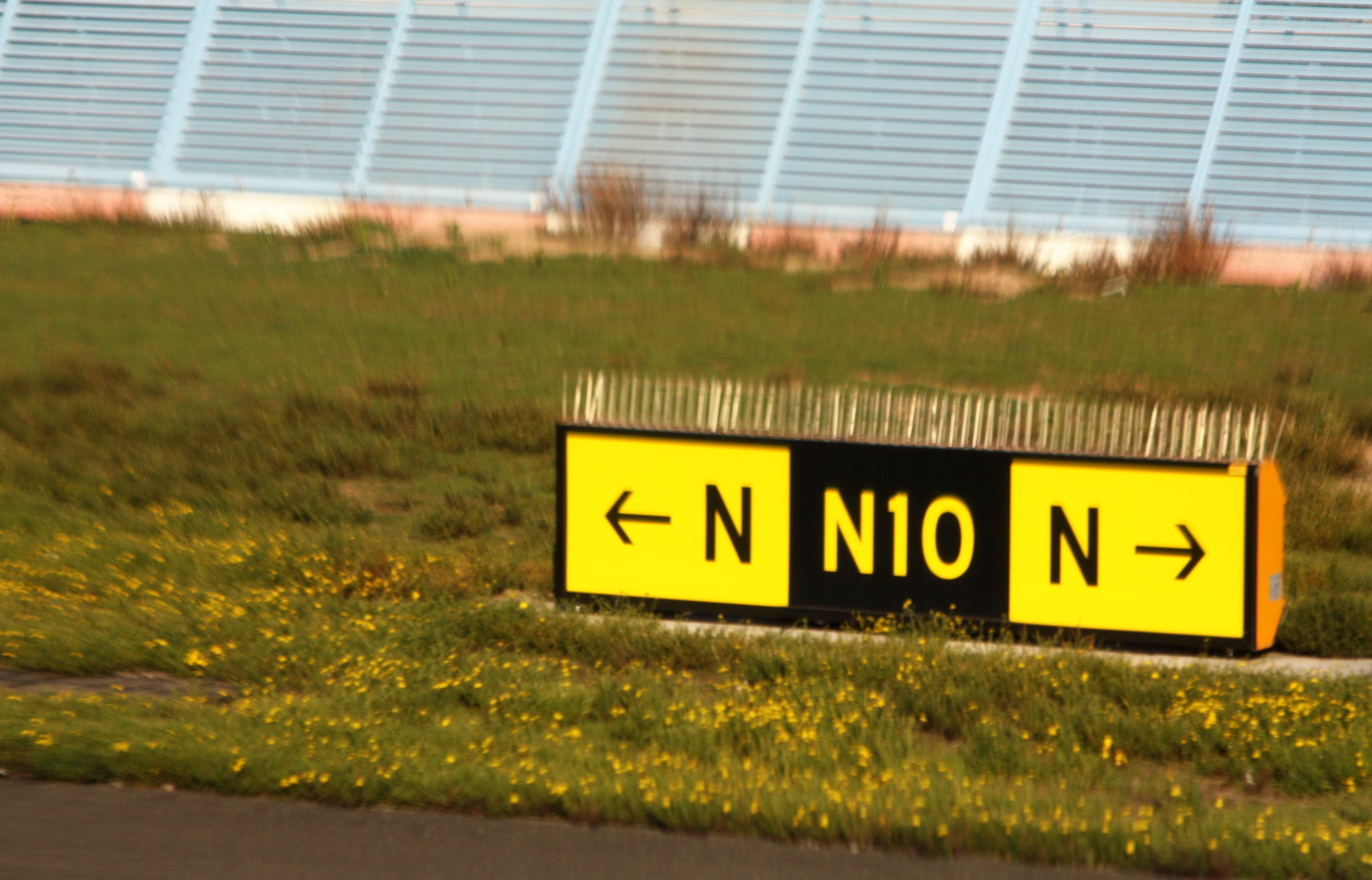

### Znaky a značky
Na pojezdových drahách se rozlišují tři typy značek:
- Příkazové znaky – bílé písmo na červeném podkladě – slouží k označení místa, které nesmí letadlo přejet pokud nedostane příkaz od řídícího letového provozu
- Informační znaky místa – žluté písmo na černém podkladu – slouží k označení místa, na kterém se letadlo nachází
- Informační znaky směrové – černé písmo na žlutém podkladu – slouží k označení směru a pojmenování dalších pojezdových drah na křižovatkách